# منطقه حفاظت‌شده دربادام
منطقهٔ حفاظت‌شدهٔ دربادام یک منطقهٔ حفاظت‌شده با مساحت ۳۰۵۵۷ هکتار است که در استان خراسان رضوی در ایران قرار دارد. این منطقهٔ حفاظت‌شده طبق مصوبهٔ شمارهٔ ۶۹۴ در تاریخ ۱۳۸۵/۱/۱۹ در فهرست مناطق تحت حفاظت سازمان محیط زیست ایران قرار گرفت.